# Weltmeisterschaften im Modernen Fünfkampf 1959
Die Weltmeisterschaften im Modernen Fünfkampf 1959 fanden in Hershey, Pennsylvania, in den Vereinigten Staaten statt.

## Herren

### Einzel
| Platz | Land        | Sportler           |
| ----- | ----------- | ------------------ |
| 1     | Sowjetunion | Igor Nowikow       |
| 2     | Ungarn      | András Balczó      |
| 3     | Sowjetunion | Alexander Tarassow |

### Mannschaft
| Platz | Land               | Sportler                                          |
| ----- | ------------------ | ------------------------------------------------- |
| 1     | Sowjetunion        | Igor Nowikow Alexander Tarassow Nikolai Tatarinow |
| 2     | Finnland           | Tapio Kare Berndt Katter Väinö Korhonen           |
| 3     | Vereinigte Staaten | Leslie Bleamaster George Lambert Robert Miller    |

## Medaillenspiegel
| Platz | Land               | Goldmedaille | Silbermedaille | Bronzemedaille |
| 1     | Sowjetunion        | 2            | –              | 1              |
| 2     | Finnland           | –            | 1              | –              |
| 2     | Ungarn             | –            | 1              | –              |
| 4     | Vereinigte Staaten | –            | –              | 1              |